# Salix macroblasta
Salix macroblasta är en videväxtart som beskrevs av Camillo Karl Schneider. Salix macroblasta ingår i släktet viden, och familjen videväxter. Inga underarter finns listade i Catalogue of Life.